# Liste der Naturdenkmale in Weilmünster
Die Liste der Naturdenkmale in Weilmünster nennt die im Gebiet der Gemeinde Weilmünster im Landkreis Limburg-Weilburg in Hessen gelegenen Naturdenkmale.
| Bild            | Bezeichnung              | Ortsteil, Lage                               | Beschreibung                                                                      | Art          | Nr.     |
| --------------- | ------------------------ | -------------------------------------------- | --------------------------------------------------------------------------------- | ------------ | ------- |
| Fotos hochladen | Heideneiche              | Wolfenhausen 50° 23′ 25,1″ N, 8° 19′ 41,1″ O | Die Heideneiche ist eine Stieleiche mit einem Alter von ungefähr 250 – 300 Jahre. | Eiche        | 3533031 |
| BW              | Rosskastanie             | Essershausen 50° 27′ 22,1″ N, 8° 19′ 32,3″ O | evangelische Kirche, Weilmünster-Essershausen                                     | Rosskastanie | 3533036 |
| BW              | Friedenseiche + 6 Linden | Weilmünster 50° 26′ 11,4″ N, 8° 23′ 5,3″ O   |                                                                                   | Eiche, Linde | 3533057 |
| BW              | Lindenallee              | Weilmünster 50° 25′ 39,3″ N, 8° 23′ 0,5″ O   |                                                                                   | Linde        | 3533058 |
| BW              | Alte Eiche im Wald       | Weilmünster 50° 26′ 0,8″ N, 8° 20′ 47,6″ O   |                                                                                   | Eiche        | 3533059 |
| BW              | 23 Winterlinden          | Weilmünster 50° 26′ 7,1″ N, 8° 22′ 47,6″ O   |                                                                                   | Winterlinde  | 3533065 |
| BW              | Eiche                    | Weilmünster 50° 26′ 16,1″ N, 8° 22′ 46,2″ O  |                                                                                   | Eiche        | 3533074 |

## Belege
1. ↑  
Liste der Naturdenkmale im Landkreis Limburg-Weilburg. (PDF; 33 kB) In: www.landkreis-limburg-weilburg.de. Landkreis Limburg-Weilburg, März 2018, abgerufen am 10. Juni 2022.

- Karte mit allen Koordinaten:
- OSM |
- WikiMap